# Richard Lackner
Richard Lackner (* 24. August 1919 in Obermösel bei Gottschee, Slowenien; † 13. Juni 2011 in Graz) war ein deutscher Bildhauer und Heimatforscher. Als Jugendführer und Stellvertreter des „Mannschaftsführers“ der „Gottscheer Mannschaft“, Wilhelm Lampeter, war er einer der Hauptorganisatoren der Aussiedlung seiner Landsleute, der Gottscheer, aus ihrer alten Heimat „heim ins Reich“ 1941 durch die Nationalsozialisten.

## Leben

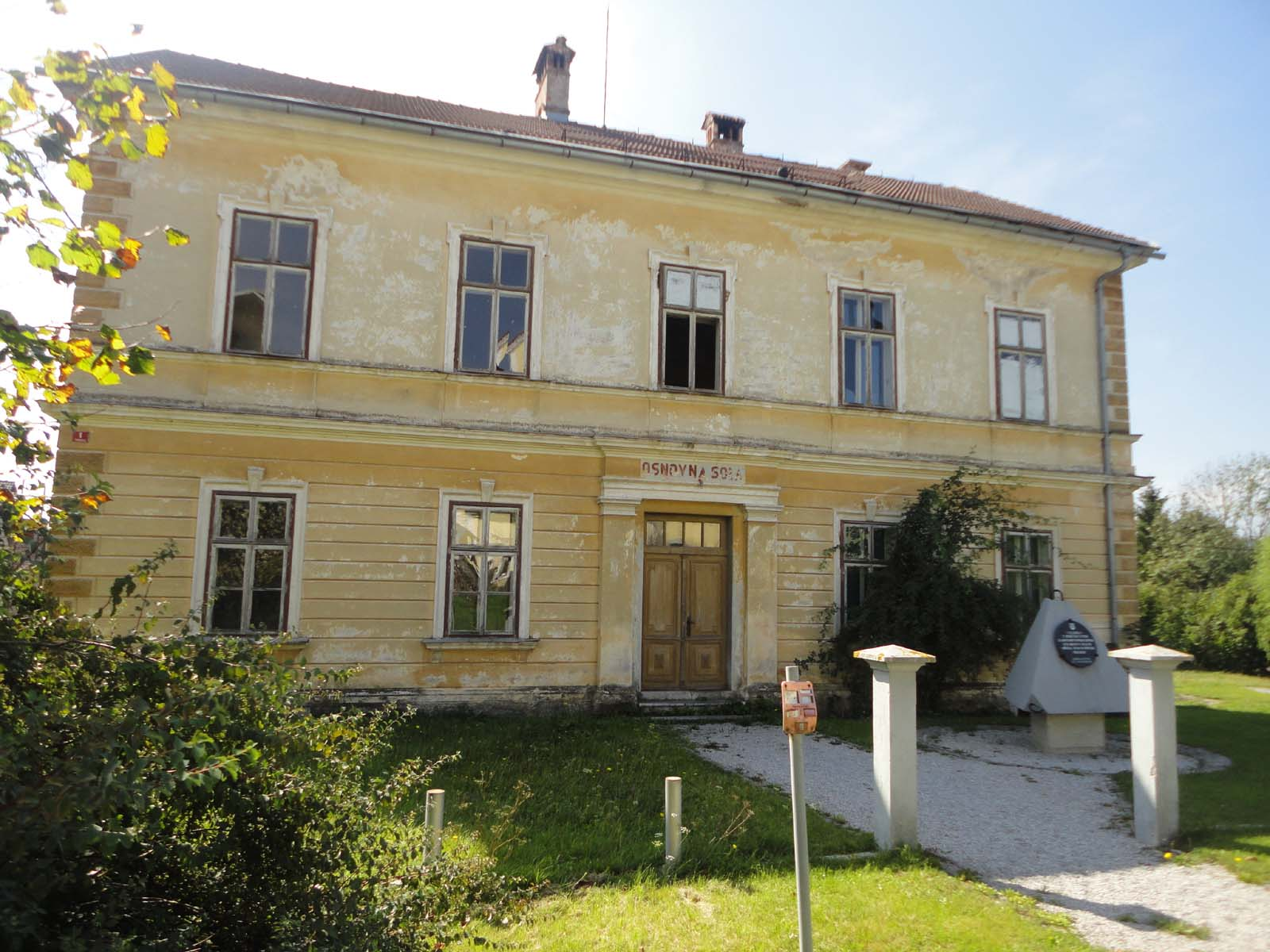
Volksschule Mösel: Richard Lackner ging an diese Schule.

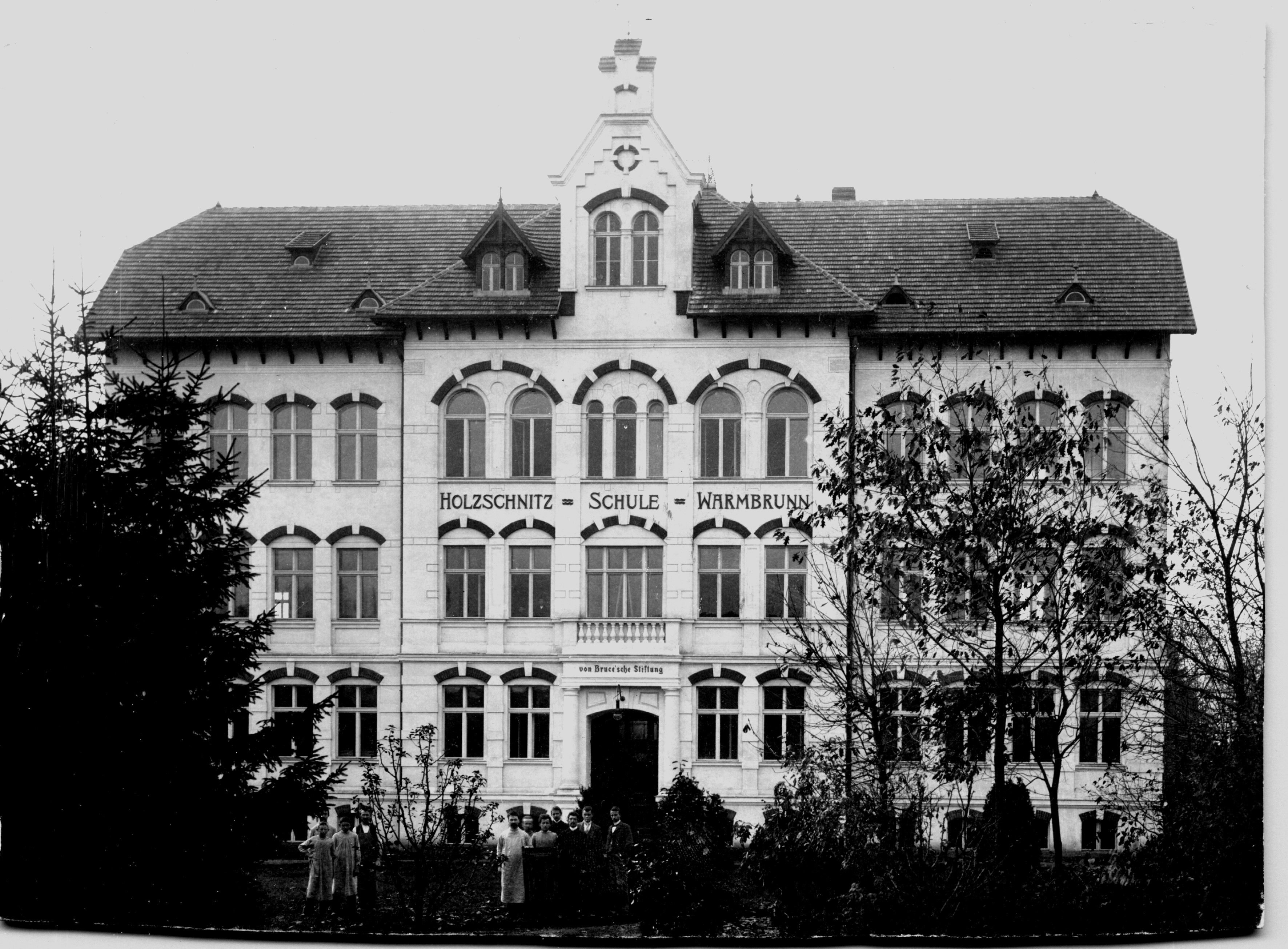
Holzschnitzschule Bad Warmbrunn in Niederschlesien

Lackner besuchte zunächst die Volksschule in Mösel und nach dem Umzug seiner Eltern ab 1927 in Gottschee. Dort machte er im Jahr 1937 auch seine Matura. Ab 1938 studierte er an der Kunstakademie München, besuchte auch das Seminar für Kunstbetrachtung in Starnberg und die Holzschnitzschule Bad Warmbrunn (Niederschlesien).
Wegen der Krankheit seiner Eltern sah er sich 1940 gezwungen, seine Studien zu unterbrechen. In Kursen und Heimarbeit unterrichtete er Jugendliche in seiner Kunst.
In seine Heimat zurückgekehrt, wurde Richard Lackner Jugendführer der nationalsozialistischen „Gottscheer Mannschaft“. Nach dem Balkanfeldzug 1941 war er als Stellvertreter des „Mannschaftsführers“ Wilhelm Lampeter an der Organisation der von den Nationalsozialisten angeordneten Aussiedlung der Gottscheer in das so genannte Rann-Dreieck beteiligt, aus dem die einheimische slowenische Bevölkerung deportiert worden war. Die Züge mit den Gottscheer Aussiedlern fuhren vom 14. November 1941 bis zum 26. Januar 1942. Die Umstände der Umsiedlung mitten im Winter und die Lebensverhältnisse in den zuvor zwangsweise leergeräumten neuen Behausungen erwiesen sich als katastrophal, so dass es zu Protesten von Umsiedlern kam. Am 29. Dezember 1941 reiste Richard Lackner auf Befehl Wilhelm Lampeters nach Berlin, um sich beim Reichsführer SS, Heinrich Himmler, zu beschweren. Dieser verweigerte jedoch ein Zusammentreffen. Die Beschwerden Lackners und Lampeters waren Anlass für die SS-Führung, die Führung der „Gottscheer Mannschaft“ auf einer Sitzung in Marburg, an der unter anderem Gauleiter Sigfried Uiberreither und SS-Oberführer Kurt Hintze teilnahmen, abzusetzen und den SS-Sturmbannführer Lampeter zu degradieren.
Nach dem Sturz der Gottscheer „Mannschaftsführung“ wurde Lackner Jugendführer des Steirischen Heimatbundes im Kreis Rann, jedoch nur für die Bereiche außerhalb des Ansiedlungsgebietes der Gottscheer. Ab Spätherbst 1942 diente er hauptamtlich für den Heimatbund in Marburg und ab Frühsommer 1943 im Ansiedlungsgebiet der Gottscheer im Kreis Rann. Zum Oktober 1943 trat Lackner der Waffen-SS bei und wurde zum Kriegsdienst eingezogen. Nach eigener Aussage war er „rangloser Soldat der Waffen-SS“ und diente in der SS-Division Totenkopf. Am 19. Juni 1944 wurde er kurz nach der Verlegung an die Front in der Nähe von Grodno an der rechten Hüfte verwundet, weshalb er in Königsberg (Preußen) operiert wurde. Nach acht Monaten Lazarett-Aufenthalt in Graz kam er in eine Versehrten-Kompanie in Ellwangen (Jagst) in Württemberg, die anschließend nach Bayern geschickt wurde. Am 3. Mai 1945 geriet er nach einem Halsdurchschuss bei Lenggries in Oberbayern in amerikanische Gefangenschaft und überlebte nach einer Operation durch einen amerikanischen Militärarzt seine Verwundung. Aus der Gefangenschaft kam er am 28. Juni 1946 frei.
In Ulm arbeitete Lackner als Hilfsarbeiter, besuchte 1947/1948 die „Ulmer Schule“ von Prof. Wilhelm Geyer und baute sich eine Webwerkstatt auf. 1956 leitete Lackner die Entwurfsabteilung einer Bielefelder Leinenweberei.
Im September 1948 feierte Lackner mit Hannelore Piltz Hochzeit. Aus der Ehe ging eine Tochter (Ulrike, geboren 1948) hervor, von der er wiederum vier Enkelkinder hatte. Ab 1969 besaß er gemeinsam mit seiner Ehefrau auf Schloss Obertalfingen bei Ulm ein Atelier für Textilgestaltung.
Auch als Literat und Heimatkundler betätigte sich Lackner: Schon in Gottschee arbeitete er bei der „Gottscheer Zeitung“ mit und verfasste ab 1960 Mundartgedichte im Gottscheer Dialekt. In seiner neuen Heimat hielt er Vorträge über das Gottscheer Volkstum und war Ehrenvorsitzender der Gottscheer Landsmannschaft in Deutschland.
1992 starb seine Frau Hannelore. Bereits 1993 ging er eine Ehe mit der österreichischen Kulturwissenschaftlerin Maria Kundegraber ein und zog nach Graz. Hier starb er 2011 im Alter von 91 Jahren.

## Rezeption
Auf Grund seiner Rolle bei der Aussiedlung der Gottscheer ist Lackner bei einigen ehemaligen Gottscheern nach wie vor umstritten.

## Veröffentlichungen
Richard Lackner war als engagierter Gottscheer Heimatkundler an zahlreichen Publikationen der Gottscheer Landsmannschaft in Deutschland und der „Arbeitsgemeinschaft der Gottscheer Landsmannschaften“ in Klagenfurt als Redakteur und Autor beteiligt.